# Seznam kubanskih pianistov
Seznam kubanskih pianistov.

## B
- Jorge Bolet

## G
- Horacio Gutierrez

## O
- Aruán Ortiz

## P
- Cesar Pupy Pedroso

## R
- Santiago Rodriguez